# GeeGun
GeeGun (in russo Джиган?, Džigan), pseudonimo di Denis Aleksandrovič Ustimenko-Vejnštein (in russo Денис Александрович Устименко-Вейнштеин?; Odessa, 2 agosto 1985), è un rapper e cantante ucraino con cittadinanza israeliana naturalizzato russo.

## Biografia
GeeGun ha intrapreso la propria carriera musicale nel 2004, dopo aver preso parte alla traccia Moi pacany dell'album in studio Žizn' ili košelëk della Krëstnaja sem'ja, gruppo per cui ha anche lavorato come DJ nelle loro tournée. Tre anni dopo si è laureato all'università K. D. Ušinskogo e si è esibito per la prima volta agli MTV Russia Music Awards a fianco di Timati e Bogdan Titomir.
Il suo disco d'esordio, Cholodnoe serdce, è uscito nell'aprile 2012, ha esordito all'8º posto della Rossija Top 25 Al'bomy ed è stato il 24º più venduto dell'intero anno. Lo stesso include il successo Otpusti (2011), un duetto con Julija Savičeva, risultato uno dei singoli più venduti del 2011 a livello nazionale. Ljubit' bol'še nečem, sempre incisa con quest'ultima, ha raggiunto la top ten radiofonica russa ed è contenuta nel terzo LP Tvoj vybor (2015).
È stato premiato come miglior artista hip hop alla gala musicale di Muz-TV in quattro occasioni, la prima nel 2014 e l'ultima nel 2019. Nello stesso periodo sono stati presentati i dischi Džiga (2016), Dni i noči (2017) e Kraj raja (2019).
Rolls Royce (2020) è diventato il suo primo ingresso nella Singlų Top 100 della AGATA. Bang, il suo settimo album di inediti, è stato messo in commercio nel giugno 2023.
Nell'ottobre 2024 è stato diffuso Chudi, una collaborazione con Artik & Asti e Niletto vincitrice del Žara Music Award alla canzone dell'anno e dei premi RU.TV e Muz-TV alla miglior collaborazione; si tratta del suo singolo più popolare degli anni venti, dopo aver scalato le classifiche radiofoniche bielorusse, estoni, kazake, moldave e russe della Tophit. Chudi è stata inoltre la prima numero uno della Top Internet Hits Russia Weekly Chart, basata esclusivamente sul consumo digitale.

## Discografia

### Album in studio
- 2012 – Cholodnoe serdce
- 2013 – Muzyka. Žizn'
- 2015 – Tvoj vybor
- 2016 – Džiga
- 2017 – Dni i noči
- 2019 – Kraj raja
- 2023 – Bang

### Album di remix
- 2017 – Dni i noči: Acoustic Album

### Raccolte
- 2008 – The Best Of

### Singoli
- 2009 – Cholodnoe serdce (solo o con Karna.val)
- 2011 – Otpusti (con Julija Savičeva)
- 2012 – Ty - čempion
- 2012 – Tesno (feat. Mulat)
- 2012 – Prognoz - zima (feat. Dol'nikova)
- 2012 – Poigraem v ljubov'
- 2012 – O tebe (feat. Artik)
- 2012 – Den'gi (feat. Soso P'avliashvili)
- 2012 – Nas bol'še net
- 2013 – Na kraj sveta
- 2013 – Žizn' moja (con Polina Skaj)
- 2013 – Beregi ljubov' (feat. Loja)
- 2013 – #Nadopodkačat'sja
- 2014 – Nebo (feat. Asti)
- 2014 – Ljubit' bol'še nečem (feat. Julija Savičeva)
- 2015 – Vremja pochudet'
- 2015 – Znaj (feat. Timati)
- 2015 – Dožd' (feat. MakSim)
- 2015 – Achumilitel'naja tusa
- 2016 – Ljubov'-narkoz (feat. Stas Michajlov)
- 2016 – Vsë budet chorošo (feat. Asti)
- 2017 – Dni i noči
- 2017 – Vid iz okna
- 2017 – Otdychaj
- 2017 – Lovi menja
- 2018 – DNK (con Artëm Kačer)
- 2018 – 777 (Power Brothers)
- 2018 – Molodi my
- 2018 – Na vos'mom ėtaže
- 2019 – Golye ladoni (con Gunwest)
- 2019 – Plavno
- 2019 – Kislorod (feat. Bahh Tee)
- 2020 – Dlja nee (con Zomb)
- 2020 – Tajni
- 2020 – Chavčik (con Timati e Danja Milochin)
- 2020 – Rolls Royce (feat. Timati & Egor Krid)
- 2020 – Na čile (feat. Egor Krid, The Limba, Blago White, OG Buda, Timati, Soda Luv & Guf)
- 2022 – Prime Time
- 2023 – Tancuj so mnoj (con Mayot e Vacío)
- 2023 – Vatos locos (Yedi'im bavir) (con Subliminal e The Shadow)
- 2023 – Strely (con Andro)
- 2023 – Pautina (con Qontrast e Blago White)
- 2024 – Matrëški (con Jakone)
- 2024 – Kak Solnce (con Qontrast)
- 2024 – Chudi (con Artik & Asti e Niletto)
- 2024 – Malo kto pojmët (con Loc-Dog e Kiliana)